# 3907-es busz
A 3907-es jelzésű autóbuszvonal Sátoraljaújhely és környéke egyik regionális autóbusz-járata, melyet a Volánbusz Zrt. lát el a város vasútállomása és Széphalom között.

## Közlekedése
A járat a Borsod-Abaúj-Zemplén vármegyei sátoraljaújhelyi járás székhelyének, Sátoraljaújhelynek a forgalmas vasútállomását köti össze a közigazgatásilag a városhoz tartozó Rudabányácskával, illetve Széphalommal. Mindkét helyet érintik távolabbi pontokat összekötő helyközi járatok is, ennek inkább egyfajta betétjárat-jellege van (továbbá nem ad és kap vasúti csatlakozást). Az indítások csak Rudabányácskát vagy csak Széphalmot érintik, illetve egy-egy indítás a PRECCAST-tól indul, idáig közlekedik. Napi fordulószáma átlagosnak mondható.

## Megállóhelyei
| 0  | Sátoraljaújhely, vasútállomás végállomás                   | 14 | 1449, 3729, 3870, 3881, 3900, 3901, 3903, 3905, 3909, 3919, 3920, 3923, 3924, 3925, 3929, 3930 személyvonat, sebesvonat, IC |
| 1  | Sátoraljaújhely, PREC CAST                                 | 13 | 3923, 3925 |
| 2  | Sátoraljaújhely, Ipartelep út                              | 12 | 3923, 3925 |
| 3  | Sátoraljaújhely, Kossuth utca 33.; 40.                     | 11 | 3870, 3871, 3900, 3901, 3903, 3905, 3909, 3919, 3920, 3923, 3925, 3929                                                      |
| 4  | Sátoraljaújhely, Hősök tere                                | 10 | 3870, 3871, 3900, 3901, 3903, 3905, 3909, 3919, 3920, 3923, 3925, 3929                                                      |
| 5  | Sátoraljaújhely, Vasvári Pál utca                          | 9  | 3870, 3900, 3901, 3903, 3905, 3919, 3920, 3929, 3930                                                                        |
| 6  | Sátoraljaújhely, Közgazdasági iskola, Kazinczy utca        | 8  | 3870, 3871, 3900, 3901, 3903, 3905, 3909, 3929                                                                              |
| 7  | Sátoraljaújhely, Kazinczy utca 70., 51.                    | 7  | 3870, 3871, 3900, 3901, 3903, 3905, 3909, 3929                                                                              |
| 8  | Sátoraljaújhely, Pincekert                                 | 6  | 3870 |
| 9  | Sátoraljaújhely, Kazinczy utca 138., 91.                   | 5  | 3870, 3900, 3901, 3903, 3909, 3929, 3930                                                                                    |
| 10 | Sátoraljaújhely (Rudabányácska), Fő utca                   | 4  | 3900, 3901, 3909 |
| 11 | Sátoraljaújhely, torzsás                                   | 3  | 3870, 3871, 3900, 3901, 3903, 3905, 3909, 3929                                                                              |
| 12 | Sátoraljaújhely, TESCO                                     | 2  | 3870, 3871, 3900, 3901, 3903, 3905, 3909, 3929                                                                              |
| 13 | Sátoraljaújhely, Mezőgép Vállalat                          | 1  | 3870, 3900, 3901, 3903, 3909, 3929, 3930                                                                                    |
| 14 | Sátoraljaújhely (Széphalom), autóbusz-váróterem végállomás | 0  | 3870, 3871, 3900, 3901, 3903, 3905, 3929                                                                                    |